# Sesamum laciniatum
Sesamum laciniatum är en sesamväxtart som beskrevs av Jacob Theodor Klein och Carl Ludwig von Willdenow. Sesamum laciniatum ingår i släktet sesamer, och familjen sesamväxter. Inga underarter finns listade i Catalogue of Life.